# Сборная ГДР по шахматам
Сборная ГДР по шахматам представляла Германскую Демократическую Республику на международных шахматных турнирах с 1952 по 1990 года. Наивысший рейтинг сборной составил 2509 (1990).

## Международные турниры
| Шахматная олимпиада             | Шахматная олимпиада | Шахматная олимпиада |
| Год                             | Город               | Место               |
| ------------------------------- | ------------------- | ------------------- |
| 1952                            | Хельсинки           | 13 место            |
| 1954                            | Амстердам           | не участвовала      |
| 1956                            | Москва              | 20 место            |
| 1958                            | Мюнхен              | 6 место             |
| 1960                            | Лейпциг             | 9 место             |
| 1962                            | Варна               | 8 место             |
| 1964                            | Тель-Авив           | 15 место            |
| 1966                            | Гавана              | 9 место             |
| 1968                            | Лугано              | 10 место            |
| 1970                            | Зиген               | 9 место             |
| 1972                            | Скопье              | 10 место            |
| Олимпиады 1974—1986 пропустила. |                     |                     |
| 1988                            | Салоники            | 17 место            |
| 1990                            | Нови-Сад            | 25 место            |

| Командный чемпионат Европы | Командный чемпионат Европы | Командный чемпионат Европы |
| Год                        | Город                      | Место                      |
| -------------------------- | -------------------------- | -------------------------- |
| 1970                       | Капфенберг                 | Бронза                     |

## Статистика
| Турнир                     | Участий | Годы                       | Лучший результат |
| -------------------------- | ------- | -------------------------- | ---------------- |
| Шахматная олимпиада        | 12      | 1952, 1956—1972, 1988—1990 | 6 место (1958)   |
| Командный чемпионат Европы | 1       | 1970                       | (1970)           |

## Состав сборной

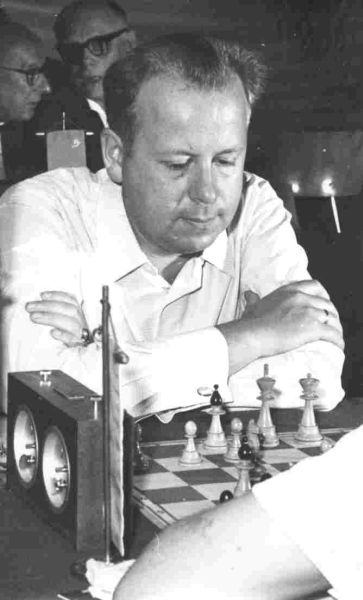
Вольфганг Ульман — лидер сборной ГДР на протяжении всей её истории.

За сборную ГДР в разные годы выступали следующие гроссмейстеры:
- Бёнш, Уве,
- Кнаак, Райнер,
- Петц, Томас,
- Питч, Вольфганг,
- Ульман, Вольфганг,
- Фогт, Лотар,
- Эспиг, Лутц.

### Гвардейцы
На шахматных олимпиадах чаще других за сборную выступали:
1. Ульман, Вольфганг — 11 раз.
2. Малих, Буркхард — 8 раз.

## Достижения

### Сборной
Командный чемпионат Европы по шахматам
- Бронзовый призёр — 1970

### Индивидуальный зачёт
Шахматная олимпиада
| №     | Шахматист         | Gold | Silver | Bronze | Всего | Примечания                 |
| ----- | ----------------- | ---- | ------ | ------ | ----- | -------------------------- |
| 1     | Ульман, Вольфганг | 1    |        | 1      | 2     | 1-я доска (1964, 1966)     |
| 2     | Мёринг, Гюнтер    | 1    |        |        | 1     | 2-я резервная доска (1964) |
| 3     | Либерт, Хайнц     |      |        | 1      | 1     | резервная доска (1968)     |
| Всего | Всего             | 2    |        | 2      | 4     |                            |

Командный чемпионат Европы по шахматам
| №     | Шахматист         | Gold | Silver | Bronze | Всего | Примечания                 |
| ----- | ----------------- | ---- | ------ | ------ | ----- | -------------------------- |
| 1-2   | Ульман, Вольфганг | 1    |        |        | 1     | 1-я доска (1970)           |
| 1-2   | Шёнеберг, Манфред | 1    |        |        | 1     | 1-я резервная доска (1970) |
| 3     | Либерт, Хайнц     |      | 1      |        | 1     | 5-я доска (1970)           |
| 4-5   | Малих, Буркхард   |      |        | 1      | 1     | 2-я доска (1970)           |
| 4-5   | Цинн, Лотар       |      |        | 1      | 1     | 6-я доска (1970)           |
| Всего | Всего             | 2    | 1      | 2      | 5     |                            |